# 苏伦德拉·库马尔 (外交官)
苏伦德拉·库马尔（英語：Surendra Kumar），印度前外交官，曾任印度駐肯尼亚高级专员兼驻厄立特里亚大使，印度驻芝加哥总领事，印度驻利比亚大使兼驻马耳他高级专员、印度驻莫桑比克高级专员兼驻斯威士兰大使等职务。

## 經歷
在獲得阿拉哈巴德大學歷史學碩士學位後，苏伦德拉·库马尔於1972年加入印度外事服務，開始了外交生涯。起初他在墨西哥任職，後來在皮諾切特將軍軍事政變的動盪時期於智利擔任印度代辦，還曾任職駐蘇聯和駐捷克使團。
後曾任印度駐香港一等秘書（貿易與商務）、駐敘利亞參贊（政治事務）以及印度駐倫敦高級專員公署公使（新聞、信息與文化）。在倫敦期間，與英國主流媒體（包括紙質和電子媒體）及世界著名文化組織的互動，極大地拓寬了他的視野。
1991年3月至1994年10月，任印度駐莫桑比克高級專員，兼任驻斯威士兰大使。1994年11月至2000年1月，任印度駐利比亞大使，兼任印度駐馬耳他高级专员。2000年至2023年，任印度驻芝加哥总领事。2003年至2006年，任印度駐肯尼亞高級專員，兼任驻厄立特里亚大使。
2006年11月返回印度，擔任印度外交部秘書與外交學院院長。在2008年2月底退休前，組織了多場由印度內閣部長及國際知名人士主講的講座。